# Oligota testaceorufa
Oligota testaceorufa är en skalbaggsart som beskrevs av Max Bernhauer 1923. Oligota testaceorufa ingår i släktet Oligota och familjen kortvingar. Inga underarter finns listade i Catalogue of Life.